# Pasewalk
 Pasewalk város a Németország Mecklenburg-Elő-Pomeránia tartományában. 
A Hanza-szövetség tagja volt.

## Fekvése
Szczecintől 40 km-re nyugatra terül el.

## Története
Pasewalk írott forrásban elsőként 1177-ben tűnik fel már Posduwolc  nevén és  1250 után városi jogot kapott.
1535-ben lényegében megszűnt a római katolikus egyházi élet a városban.
A harmincéves háború elején svéd fennhatóság alá került 
1630-ban a császári hadsereg elfoglalta és megsarcolta a várost.
A vesztfáliai béke következtében 1648-ban Pasewalk svéd fennhatóság alá került.
A zsinagóga 1834-ben épült.
1867-ben a Neubrandenburg-Stettin-vasútvonal megnyitásával 
vasúti csomópontja lett a Angermünde és Anklam felé menő pályáknak.
1950 és 2001 között a város járási székhely volt.

## Turistalátványosságok
- A városfal két kapuval
- Templomok
- A Knobelsdorffi villa

## Pasewalk híres szülöttei
- Oskar Picht  (1871–1945),  a Braille-írást lejegyző írógép feltalálója

## Galéria

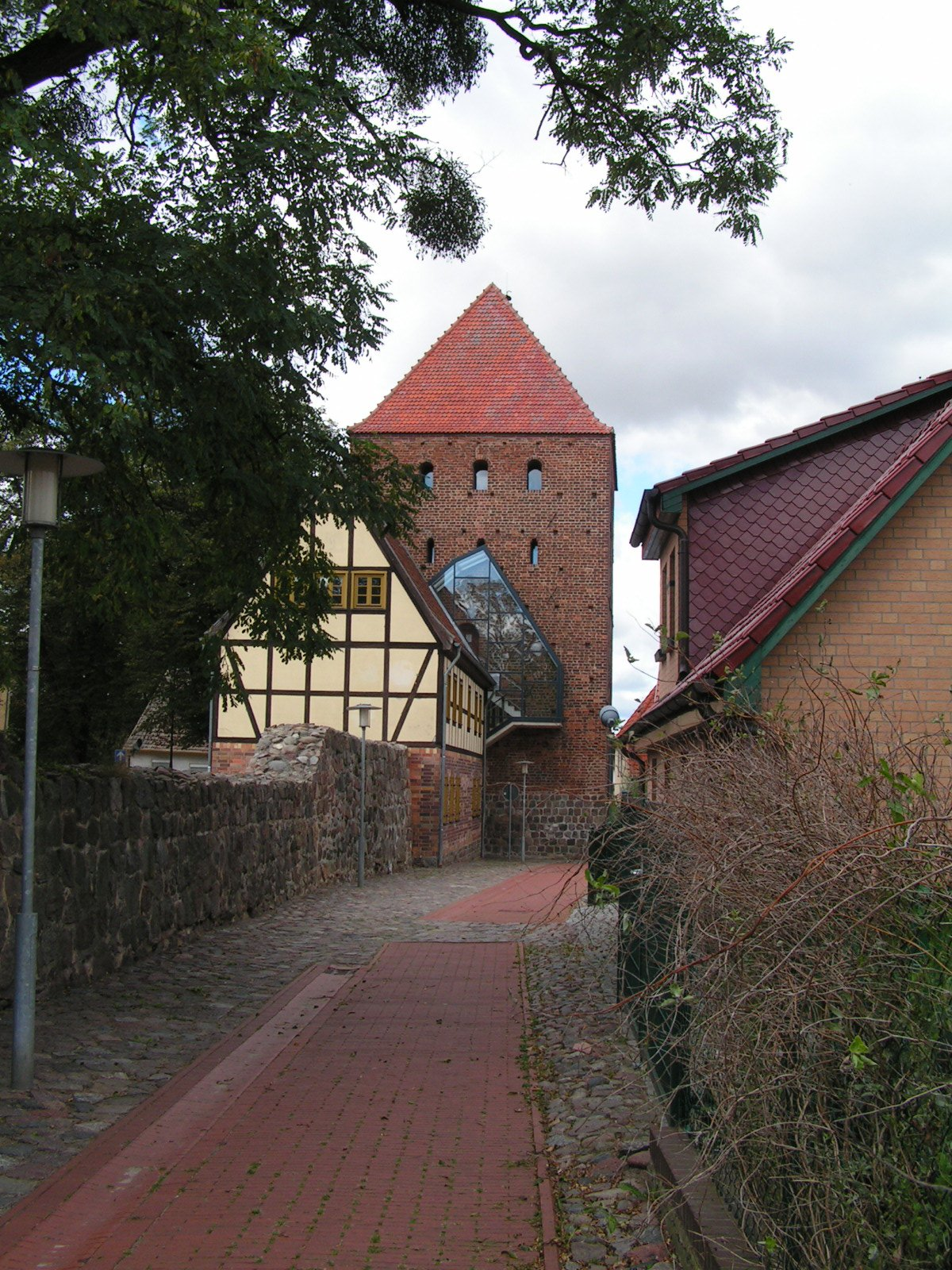
Városfal a múzeummal
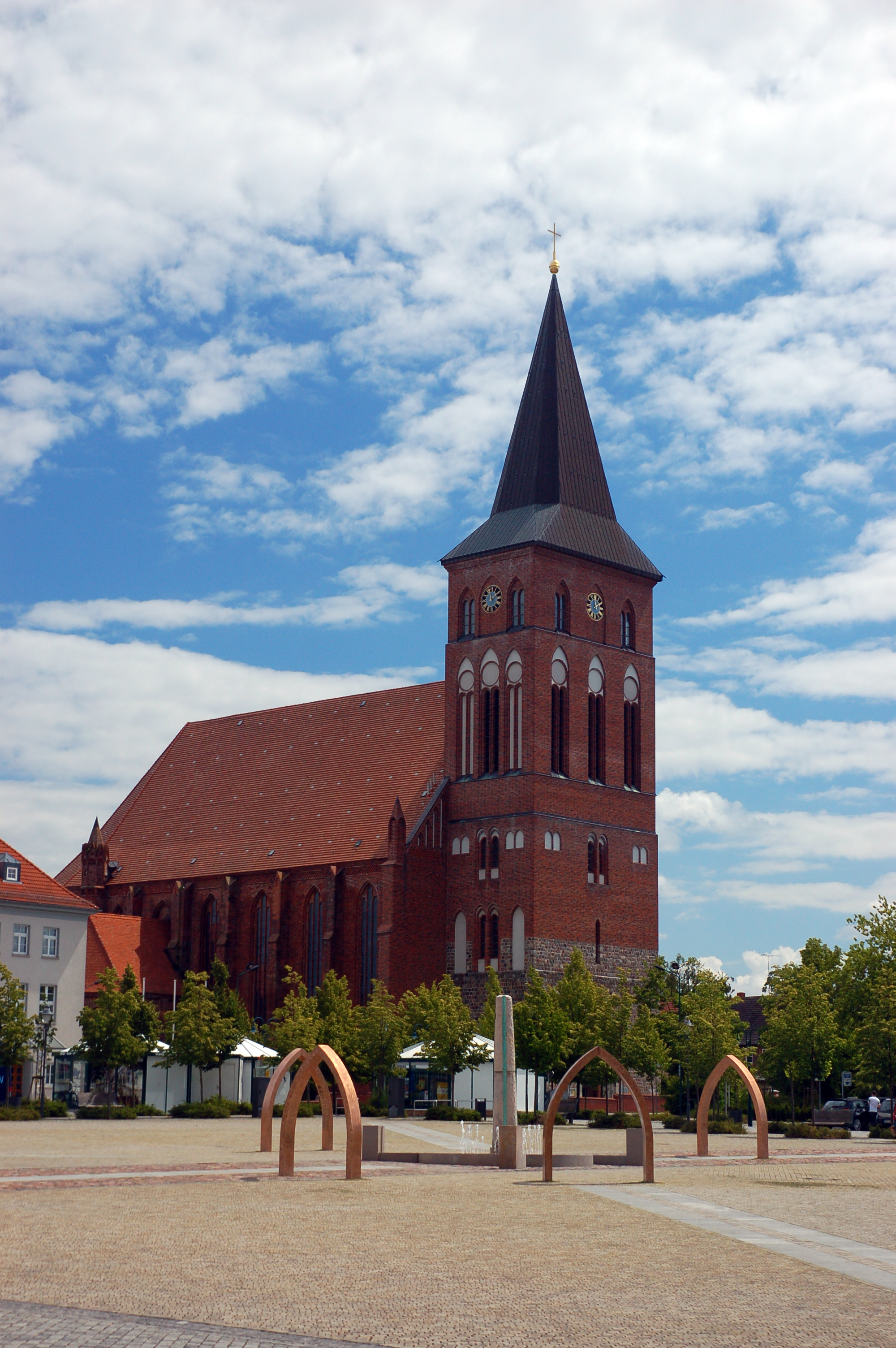
Piactér
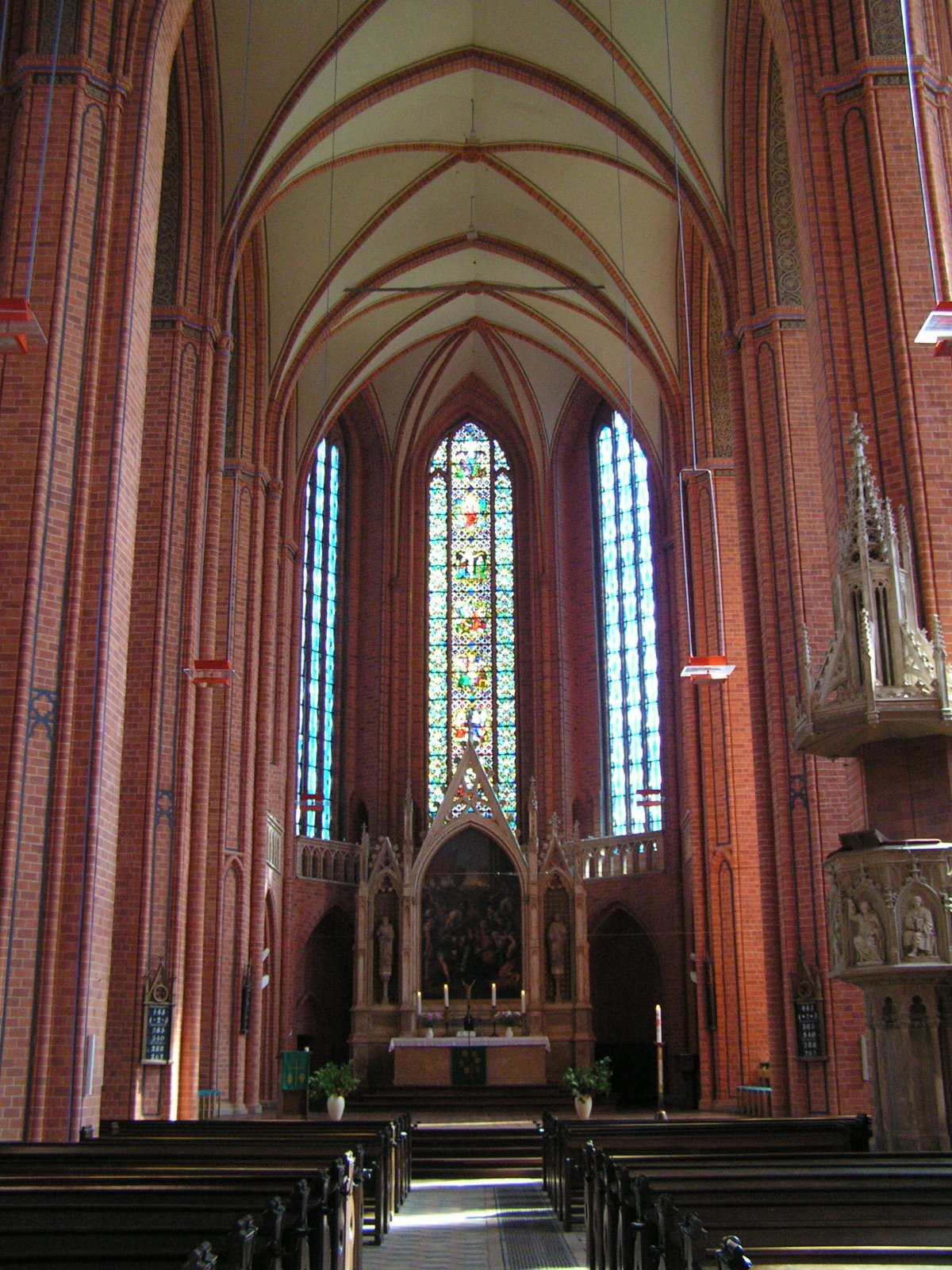
Szent Mária-templom
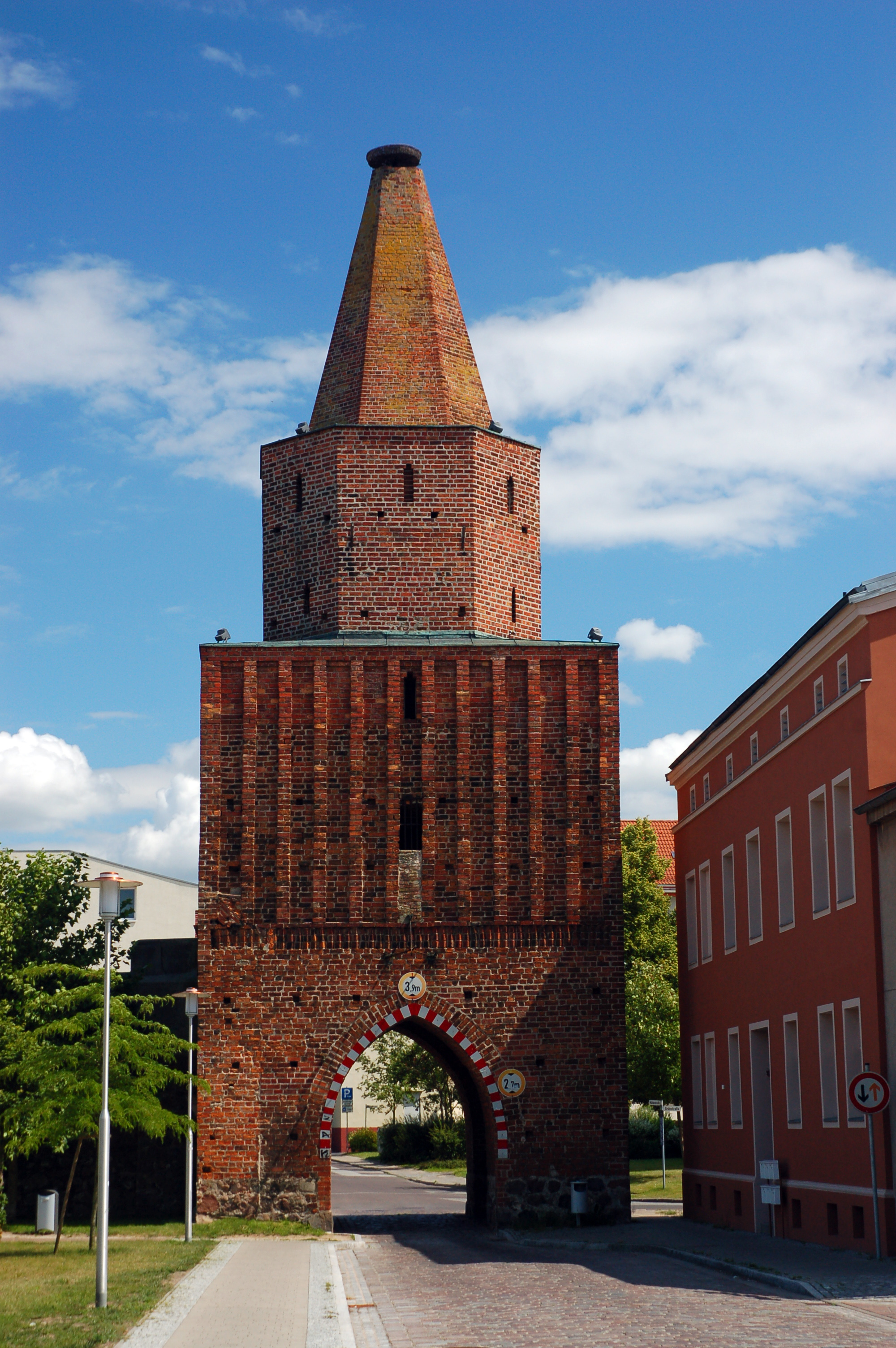
Malomkapu
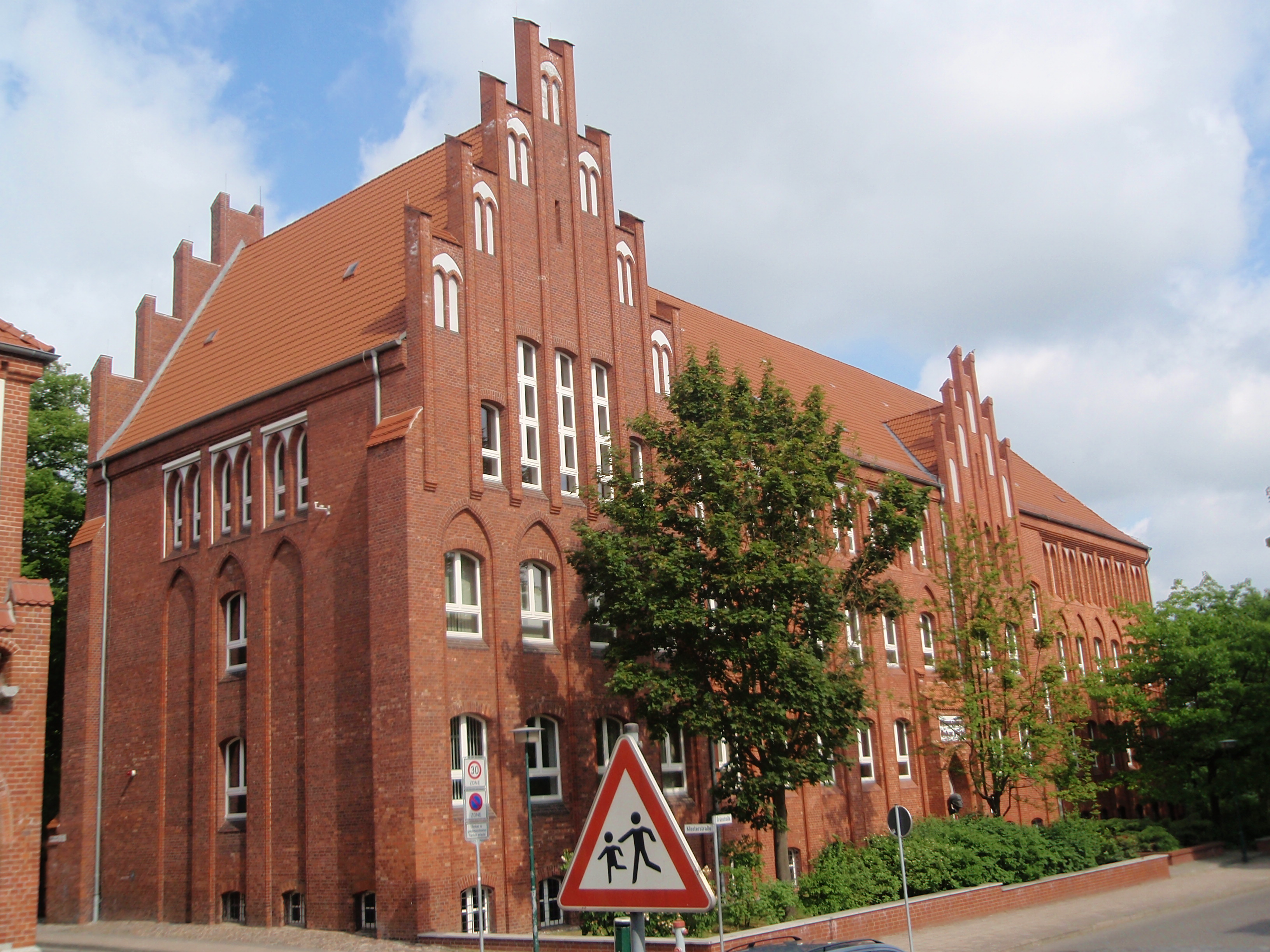
Oskar Picht Gimnázium
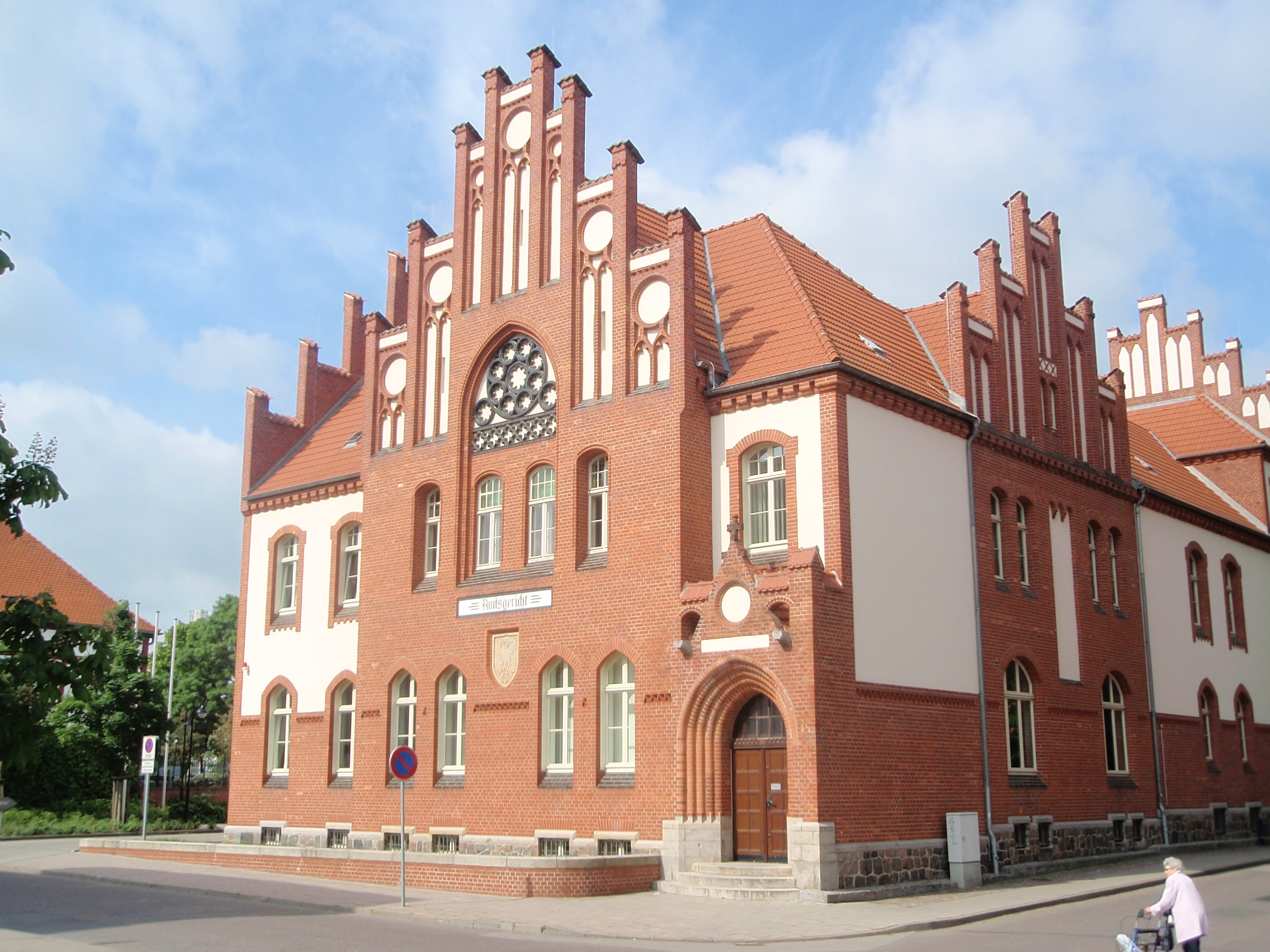
Bíróság

## Fordítás
- Ez a szócikk részben vagy egészben  a   Pasewalk című német Wikipédia-szócikk fordításán alapul.  Az eredeti cikk szerkesztőit annak laptörténete sorolja fel. Ez a jelzés csupán a megfogalmazás eredetét és a szerzői jogokat jelzi, nem szolgál a cikkben szereplő információk forrásmegjelöléseként.

## Partnervárosok
- Police, Lengyelország